# Sexe sí... però segur
Sexe sí... però segur (títol original: Booty Call) és una pel·lícula estatunidenca de comèdia de 1997, escrita per J. Stanford Parker (acreditat com Bootsie) i Takashi Bufford, i dirigida per Jeff Pollack. La pel·lícula és protagonitzada per Jamie Foxx, Tommy Davidson, Tamala Jones, i Vivica A. Fox. Ha estat doblada al català.

## Argument
Tracta d'un home afroamericà anomenat Rushon (Davidson) que ha estat sortint amb la seva promesa Nikki (Jones) durant set setmanes. S'agraden, però la seva relació no s'ha consumat; Nikki no està segura sí la seva relació està a punt per a la següent etapa.
Rushon li demana una cita a Nikki, però Nikki vol una doble cita. Ella porta la seva amiga Lysterine (Vivica A. Fox) i Rushon porta al seu "noi dolent" Bunz (Jamie Foxx). Lysti i Bunz ràpidament es porten bastant bé, i per a sorpresa de Rushon, Nikki decideix que és temps perquè la seva relació passi a la següent etapa. No obstant això, tenen un problema: són els anys 1990, i tots volen practicar "sexe segur". Per tant, Rushon i Bunz han d'anar a buscar aventures salvatges tractant de trobar "protecció" abans que l'estat d'ànim de la nit s'evapori.

## Repartiment
- Jamie Foxx: Bunz
- Tamala Jones: Nikki
- Tommy Davidson: Rushon Askins
- Vivica A. Fox: Lysterine
- Amy Monique Waddell: Arguing Woman
- Art Malik: Akmed
- Bernie Mac: Jutge Peabody
- David Hemblen: Dr. Blade
- Gedde Watanabe: Chan
- Karen Robinson: Admitting Infermera
- Ric Young: Mr. Chiu
- Scott LaRose: Singh

## Banda sonora
La banda sonora oficial, que va consistir en música R&B i hip-hop, va ser llançat el 25 de febrer de 1997 per Jive Records. Va arribar al número 24 al Billboard 200 i al 4 al Top R&B/Hip-Hop Albums i va ser certificat platí el 18 de novembre de 1998.